# ظفرآباد نون
ظفرآباد نون (به انگلیسی: Zaffer Abad Noon) یک روستا در پاکستان است که در پنجاب واقع شده‌است.